# Dirty Sanchez
Dirty Sanchez — британское юмористическое телешоу, о том как трое парней из Уэльса и один Англичанин исполняют опасные трюки, а также шутят и подло издеваются друг над другом. Так же известны как Sanchez Boys и Team Sanchez в США, а также как Грязный Санчес в России.

## Шоу

### Сериалы
Сезон 1:Передний и задний концы — 2003 

Сезон 2:Работа для парней — 2004 

Сезон 3:Вторжение в Европу — 2005 

Парни отправляются в тур по Европе со своим и посещают Швецию, Германию, Чехию, Грецию, Италию и заканчивают в Испании. 

Сезон 4:За семью грехами — 2007 

Сериал практически полностью основан на полнометражном фильме, но в него добавлены невошедшие сцены и комментарии участников.

### Фильмы
Dirty Sanchez: The Movie — 2006 

В начале фильма парни выполняют опасный трюк и все погибают. Попав в ад, дьявол предлагает им сделку, возвращает жизнь, а четвёрка взамен на это должна пройти через все смертные грехи.
Сначала, дома в Великобритании, они переживают лень, затем отправляются в Россию чтобы пройти через гнев, далее едут в Таиланд за распутством, завидуют друг другу на Филиппинах, отстаивают свою гордость в Японии, терпят наказание за обжорство в Мексике и жадничают в Доминиканской республике. 

После своих приключений возвращаются в ад и дьявол их отпускает.

### Спин-Оффы
MTV Wrecked — 2007 

Sanchez Get High — 2008

## Вне Dirty Sanchez
Ли Дейнтон и Мэтью Притчард — профессиональные скейтбордисты. Притчард длительное время работал с Panic Skateboards и Death Skateboards, а также шесть лет в компании Globe Shoes и имеет собственную модель обуви. 

Вместе они снимают скейт-видео для сайта своей команды Pritchard vs Dainton.